# Faulhaberin
Die Faulhaberin war eine in Wächtersbach geborene Angehörige der im 16. Jahrhundert weitverzweigten adeligen Familie Faulhaber. In den bekannten Quellen ist ihr Vorname nicht überliefert; sie wird darin nur die Faulhaberin genannt. Sie wurde 1564 in Büdingen als Hexe angeklagt. Von Graf Georg von Isenburg-Büdingen erging dabei die Order, sie zu foltern. Dieser Vorgang wurde von einem Prozessbeobachter, Johann Beyer, in einem Brief an den Grafen geschildert.
Die Faulhaberin wurde zwölf Mal gefoltert. Dabei wurden ihre Hände auf dem Rücken gefesselt und sie dann an die Decke des Rathaussaales hochgezogen (Diese Folter, bei der die Schultergelenke auskugeln, wurde auch das „Aufziehen“ genannt). Bei ihrer Folter „habe es gekeckert, dass es wahrlich nit kurzweilig anzusehen gewesen.“ Weiterhin folterte man sie mit Beinschrauben an den Schienbeinen.
Während der Folter drängte der Richter sie wiederholt, eine Verschwörung mit dem Teufel zu gestehen, erhielt aber nicht das gewünschte Geständnis. Schlussendlich ließ das Gericht sie begnadigen. Sie wurde noch einmal ausgepeitscht, durfte dann aber, schwer gezeichnet von der Folter, zu ihrer Familie zurückkehren. Zuvor musste sie „Urfehde schwören“ und versprechen, sich niemals rächen zu wollen.